# Kanada az 1976. évi nyári olimpiai játékokon
Kanada a Montréalban megrendezett 1976. évi nyári olimpiai játékok házigazda nemzeteként vett részt a versenyeken. Az országot az olimpián 23 sportágban 385 sportoló képviselte, akik összesen 11 érmet szereztek.

## Érmesek
| Érem  | Versenyző                                                              | Sportág    | Versenyszám                  |
| ----- | ---------------------------------------------------------------------- | ---------- | ---------------------------- |
| Ezüst | Greg Joy                                                               | Atlétika   | Férfi magasugrás             |
| Ezüst | John Wood                                                              | Kajak-kenu | Férfi kenu egyes 500 m       |
| Ezüst | Michel Vaillancourt                                                    | Lovaglás   | Egyéni díjugratás            |
| Ezüst | Clay Evans Gary MacDonald Stephen Pickell Bruce Robertson Graham Smith | Úszás      | Férfi 4 × 100 m vegyes váltó |
| Ezüst | Cheryl Gibson                                                          | Úszás      | Női 400 m vegyes             |
| Bronz | Shannon Smith                                                          | Úszás      | Női 400 m gyors              |
| Bronz | Nancy Garapick                                                         | Úszás      | Női 100 m hát                |
| Bronz | Nancy Garapick                                                         | Úszás      | Női 200 m hát                |
| Bronz | Becky Smith                                                            | Úszás      | Női 400 m vegyes             |
| Bronz | Gail Amundrud Barbara Clark Deborah Clarke Anne Jardin Becky Smith     | Úszás      | Női 4 × 100 m gyorsváltó     |
| Bronz | Deborah Clarke Wendy Cook-Hogg Robin Corsiglia Anne Jardin Susan Sloan | Úszás      | Női 4 × 100 m vegyes váltó   |

## Atlétika
Férfi
| Versenyző                                           | Versenyszám     | Előfutam | Előfutam | Előfutam | Negyeddöntő      | Negyeddöntő      | Negyeddöntő      | Elődöntő      | Elődöntő      | Elődöntő      | Döntő   | Döntő    |
| Versenyző                                           | Versenyszám     | Idő      | Hely.    | Össz.    | Idő              | Hely.            | Össz.            | Idő           | Hely.         | Össz.         | Idő     | Helyezés |
| --------------------------------------------------- | --------------- | -------- | -------- | -------- | ---------------- | ---------------- | ---------------- | ------------- | ------------- | ------------- | ------- | -------- |
| Marvin Nash                                         | 100 m           | 10,59    | 3.       | 15.*     | 10,48            | 3.               | 12.              | 10,52         | 5.            | 13.           | kiesett | kiesett  |
| Hugh Fraser                                         | 200 m           | 21,54    | 4.       | 21.      | 21,57            | 8.               | 25.              | kiesett       | kiesett       | kiesett       | kiesett | kiesett  |
| Glenn Bogue                                         | 400 m           | 47,42    | 5.       | 23.      | 48,98            | 8.               | 31.              | kiesett       | kiesett       | kiesett       | kiesett | kiesett  |
| Don Domansky                                        | 400 m           | 47,24    | 6.       | 19.*     | nem állt rajthoz | nem állt rajthoz | nem állt rajthoz | kiesett       | kiesett       | kiesett       | kiesett | kiesett  |
| Brian Saunders                                      | 400 m           | 47,24    | 5.       | 19.*     | 46,42            | 4.               | 12.              | 46,46         | 6.            | 13.           | kiesett | kiesett  |
| Paul Craig                                          | 1500 m          | 3:38,00  | 4.       | 7.       |                  |                  |                  | 3:41,02       | 7.            | 14.           | kiesett | kiesett  |
| David Hill                                          | 1500 m          | 3:41,24  | 3.       | 19.      |                  |                  |                  | nem ért célba | nem ért célba | nem ért célba | kiesett | kiesett  |
| Peter Spir                                          | 1500 m          | 3:59,60  | 7.       | 39.      |                  |                  |                  | kiesett       | kiesett       | kiesett       | kiesett | kiesett  |
| Grant McLaren                                       | 5000 m          | 13:46,40 | 6.       | 29.      |                  |                  |                  |               |               |               | kiesett | kiesett  |
| Chris McCubbins                                     | 10 000 m        | 33:33,35 | 12.      | 38.      |                  |                  |                  |               |               |               | kiesett | kiesett  |
| Dan Shaughnessy                                     | 10 000 m        | 29:26,96 | 10.      | 29.      |                  |                  |                  |               |               |               | kiesett | kiesett  |
| Daniel Taillon                                      | 110 m gát       | 14,23    | 7.       | 18.      |                  |                  |                  | kiesett       | kiesett       | kiesett       | kiesett | kiesett  |
| Jerome Drayton                                      | Maraton         |          |          |          |                  |                  |                  |               |               |               | 2:13:30 | 6.       |
| Tom Howard                                          | Maraton         |          |          |          |                  |                  |                  |               |               |               | 2:22:08 | 30.      |
| Wayne Yetman                                        | Maraton         |          |          |          |                  |                  |                  |               |               |               | 2:24:17 | 36.      |
| Pat Farrelly                                        | 20 km gyaloglás |          |          |          |                  |                  |                  |               |               |               | 1:41:36 | 33.      |
| Marcel Jobin                                        | 20 km gyaloglás |          |          |          |                  |                  |                  |               |               |               | 1:34:33 | 23.      |
| Alex Oakley                                         | 20 km gyaloglás |          |          |          |                  |                  |                  |               |               |               | 1:44:08 | 35.      |
| Hugh Spooner Marvin Nash Al Dukowski Hugh Fraser    | 4 × 100 m váltó | 39,72    | 3.       | 8.       |                  |                  |                  | 39,46         | 4.            | 8.            | 39,47   | 8.       |
| Ian Seale Don Domansky Leighton Hope Brian Saunders | 4 × 400 m váltó | 3:03,89  | 4.       | 6.       |                  |                  |                  |               |               |               | 3:02,64 | 4.       |

| Versenyző          | Versenyszám   | Selejtező                | Selejtező                | Döntő                    | Döntő                    |
| Versenyző          | Versenyszám   | Eredmény                 | Helyezés                 | Eredmény                 | Helyezés                 |
| ------------------ | ------------- | ------------------------ | ------------------------ | ------------------------ | ------------------------ |
| Claude Ferragne    | Magasugrás    | 216 cm                   | 11.                      | 214 cm                   | 12.                      |
| Robert Forget      | Magasugrás    | 205 cm                   | 32.**                    | kiesett                  | kiesett                  |
| Greg Joy           | Magasugrás    | 216 cm                   | 9.                       | 223 cm                   |                          |
| Bruce Simpson      | Rúdugrás      | 510 cm                   | 12.***                   | érvényes kísérlet nélkül | érvényes kísérlet nélkül |
| Ken Wenman         | Rúdugrás      | 500 cm                   | 22.                      | kiesett                  | kiesett                  |
| Jim Buchanan       | Távolugrás    | 749 cm                   | 21.                      | kiesett                  | kiesett                  |
| Jim McAndrew       | Távolugrás    | 748 cm                   | 22.                      | kiesett                  | kiesett                  |
| Richard Rock       | Távolugrás    | 757 cm                   | 19.                      | kiesett                  | kiesett                  |
| Bruce Pirnie       | Súlylökés     | 17,82 m                  | 20.                      | kiesett                  | kiesett                  |
| Borys Chambul      | Diszkoszvetés | 55,86 m                  | 24.                      | kiesett                  | kiesett                  |
| Bishop Dolegiewicz | Diszkoszvetés | érvényes kísérlet nélkül | érvényes kísérlet nélkül | kiesett                  | kiesett                  |
| Ain Roost          | Diszkoszvetés | 56,56 m                  | 23.                      | kiesett                  | kiesett                  |
| Murray Keating     | Kalapácsvetés | 65,68 m                  | 19.                      | kiesett                  | kiesett                  |
| Phil Olsen         | Gerelyhajítás | 87,76 m                  | 3.                       | 77,70 m                  | 11.                      |

Női
| Versenyző                                                               | Versenyszám     | Előfutam | Előfutam | Előfutam | Negyeddöntő | Negyeddöntő | Negyeddöntő | Elődöntő | Elődöntő | Elődöntő | Döntő   | Döntő    |
| Versenyző                                                               | Versenyszám     | Idő      | Hely.    | Össz.    | Idő         | Hely.       | Össz.       | Idő      | Hely.    | Össz.    | Idő     | Helyezés |
| ----------------------------------------------------------------------- | --------------- | -------- | -------- | -------- | ----------- | ----------- | ----------- | -------- | -------- | -------- | ------- | -------- |
| Margaret Howe                                                           | 100 m           | 11,83    | 5.       | 32.      | 11,96       | 8.          | 31.         | kiesett  | kiesett  | kiesett  | kiesett | kiesett  |
| Marjorie Bailey                                                         | 100 m           | 11,46    | 4.       | 15.      | 11,44       | 3.          | 13.         | 11,47    | 8.       | 16.      | kiesett | kiesett  |
| Marjorie Bailey                                                         | 200 m           | 23,36    | 4.       | 10.      | 23,24       | 3.          | 11.         | 23,06    | 5.       | 9.       | kiesett | kiesett  |
| Patty Loverock                                                          | 200 m           | 23,34    | 3.       | 8.*      | 23,03       | 2.          | 3.          | 23,09    | 5.       | 10.      | kiesett | kiesett  |
| Patty Loverock                                                          | 100 m           | 11,47    | 2.       | 16.****  | 11,50       | 4.          | 16.         | 11,40    | 7.       | 13.      | kiesett | kiesett  |
| Joanne McTaggart                                                        | 200 m           | 24,35    | 3.       | 29.*     | 24,47       | 8.          | 29.         | kiesett  | kiesett  | kiesett  | kiesett | kiesett  |
| Rachelle Campbell                                                       | 400 m           | 54,54    | 5.       | 35.      | 54,16       | 8.          | 30.         | kiesett  | kiesett  | kiesett  | kiesett | kiesett  |
| Joyce Sadowick-Yakubowich                                               | 400 m           | 53,35    | 4.       | 24.      | 55,02       | 7.          | 31.         | kiesett  | kiesett  | kiesett  | kiesett | kiesett  |
| Marg Stride                                                             | 400 m           | 53,21    | 5.       | 23.      | 53,14       | 8.          | 24.         | kiesett  | kiesett  | kiesett  | kiesett | kiesett  |
| Abby Hoffman                                                            | 800 m           | 2:05,32  | 5.       | 28.      |             |             |             | kiesett  | kiesett  | kiesett  | kiesett | kiesett  |
| Yvonne Saunders                                                         | 800 m           | 2:03,54  | 4.       | 21.      |             |             |             | kiesett  | kiesett  | kiesett  | kiesett | kiesett  |
| Joan Wenzel                                                             | 800 m           | 2:03,62  | 6.       | 22.      |             |             |             | kiesett  | kiesett  | kiesett  | kiesett | kiesett  |
| Penny Werthner                                                          | 1500 m          | 4:18,19  | 9.       | 33.      |             |             |             | kiesett  | kiesett  | kiesett  | kiesett | kiesett  |
| Thelma Wright                                                           | 1500 m          | 4:15,23  | 8.       | 28.      |             |             |             | kiesett  | kiesett  | kiesett  | kiesett | kiesett  |
| Sue Bradley-Kameli                                                      | 100 m gát       | 14,07    | 6.       | 20.      |             |             |             | kiesett  | kiesett  | kiesett  | kiesett | kiesett  |
| Margaret Howe Patty Loverock Joanne McTaggart Marjorie Bailey           | 4 × 100 m váltó | 43,53    | 3.       | 6.       |             |             |             |          |          |          | 43,17   | 4.       |
| Marg Stride Joyce Sadowick-Yakubowich Rachelle Campbell Yvonne Saunders | 4 × 400 m váltó | 3:28,81  | 4.       | 8.       |             |             |             |          |          |          | 3:28,91 | 8.       |

| Versenyző            | Versenyszám   | Selejtező                | Selejtező                | Döntő    | Döntő    |
| Versenyző            | Versenyszám   | Eredmény                 | Helyezés                 | Eredmény | Helyezés |
| -------------------- | ------------- | ------------------------ | ------------------------ | -------- | -------- |
| Debbie Brill         | Magasugrás    | érvényes kísérlet nélkül | érvényes kísérlet nélkül | kiesett  | kiesett  |
| Louise Hannah-Walker | Magasugrás    | 180 cm                   | 14.                      | 178 cm   | 20.      |
| Julie White          | Magasugrás    | 180 cm                   | 4.*****                  | 187 cm   | 10.      |
| Diane Jones          | Távolugrás    | 628 cm                   | 7.                       | 613 cm   | 11.      |
| Lucette Moreau       | Súlylökés     |                          |                          | 15,48 m  | 13.      |
| Lucette Moreau       | Diszkoszvetés | 55,22 m                  | 13.                      | 55,88 m  | 13.      |
| Jane Haist           | Diszkoszvetés | 57,98 m                  | 9.                       | 59,74 m  | 11.      |

| Versenyző   | Versenyszám | 100 m gát | 100 m gát | Súlylökés | Súlylökés | Magasugrás | Magasugrás | Távolugrás | Távolugrás | 200 m | 200 m | Végeredmény | Végeredmény |
| Versenyző   | Versenyszám | Idő       | Pont      | Eredmény  | Pont      | Eredmény   | Pont       | Eredmény   | Pont       | Idő   | Pont  | Pont        | Helyezés    |
| ----------- | ----------- | --------- | --------- | --------- | --------- | ---------- | ---------- | ---------- | ---------- | ----- | ----- | ----------- | ----------- |
| Diane Jones | Ötpróba     | 13,79     | 1008      | 14,58 m   | 833       | 180 cm     | 978        | 629 cm     | 940        | 25,33 | 857   | 4616        | 6.          |

* - egy másik versenyzővel azonos időt ért el

** - két másik versenyzővel azonos eredményt ért el

*** - három másik versenyzővel azonos eredményt/időt ért el

**** - négy másik versenyzővel azonos időt ért el

***** - nyolc másik versenyzővel azonos eredményt ért el

## Birkózás
Kötöttfogású
| Versenyző         | Versenyszám | 1. forduló                              | 2. forduló                                | 3. forduló                            | 4. forduló                  | 5. forduló        | 6. forduló        | 7. forduló        | Döntő             | Helyezés    |
| Versenyző         | Versenyszám | Ellenfél Eredmény                       | Ellenfél Eredmény                         | Ellenfél Eredmény                     | Ellenfél Eredmény           | Ellenfél Eredmény | Ellenfél Eredmény | Ellenfél Eredmény | Ellenfél Eredmény | Helyezés    |
| ----------------- | ----------- | --------------------------------------- | ----------------------------------------- | ------------------------------------- | --------------------------- | ----------------- | ----------------- | ----------------- | ----------------- | ----------- |
| Mitchell Kawasaki | 48 kg       | Byambajavyn Javkhlantögs (MGL) · 17-1   | Sirvano Valdes (CUB) · kétvállas          | Gheorghe Berceanu (ROU) · 1-14        | Morivaki Josite (JPN) · 4-8 | kiesett           |                   |                   | kiesett           | 6.          |
| Doug Yeats        | 57 kg       | erőnyerő                                | Luís Grilo (POR) · kétvállas              | Kraszimir Sztefanov (BUL) · kétvállas | kiesett                     | kiesett           |                   |                   | kiesett           | helyezetlen |
| Howard Stupp      | 62 kg       | Kazimierz Lipień (POL) · 0-37           | Mijahara Teruhiko (JPN) · 4-30            | kiesett                               | kiesett                     | kiesett           | kiesett           | kiesett           | kiesett           | helyezetlen |
| John McPhedran    | 68 kg       | Jacques Van Lancker (BEL) · kétvállas   | Kobajasi Takesi (JPN) · 2-18              | kiesett                               | kiesett                     | kiesett           | kiesett           |                   | kiesett           | helyezetlen |
| Brian Renken      | 74 kg       | Pétrosz Galaktópulosz (GRE) · kétvállas | Vítězslav Mácha (TCH) · kizárták          | kiesett                               | kiesett                     | kiesett           |                   |                   | kiesett           | helyezetlen |
| David Cummings    | 82 kg       | Ion Enache (ROU) · feladta (sérülés)    | André Bouchoule (FRA) · feladta (sérülés) | kiesett                               | kiesett                     | kiesett           | kiesett           |                   | kiesett           | helyezetlen |

Szabadfogású
| Versenyző            | Versenyszám | 1. forduló                                 | 2. forduló                              | 3. forduló                               | 4. forduló                  | 5. forduló                        | 6. forduló        | Döntő             | Helyezés    |
| Versenyző            | Versenyszám | Ellenfél Eredmény                          | Ellenfél Eredmény                       | Ellenfél Eredmény                        | Ellenfél Eredmény           | Ellenfél Eredmény                 | Ellenfél Eredmény | Ellenfél Eredmény | Helyezés    |
| -------------------- | ----------- | ------------------------------------------ | --------------------------------------- | ---------------------------------------- | --------------------------- | --------------------------------- | ----------------- | ----------------- | ----------- |
| Ray Takahashi        | 48 kg       | Gyulai Mihály (HUN) · 10-4                 | Miguel Alonso (CUB) · 2-13              | Haszan Iszaev (BUL) · 3-18               | kiesett                     | kiesett                           |                   | kiesett           | helyezetlen |
| Gordon Bertie        | 52 kg       | Takada Júdzsi (JPN) · kétvállas            | Nermedin Szelimov (BUL) · 3-11          | kiesett                                  | kiesett                     | kiesett                           |                   | kiesett           | helyezetlen |
| Michael Barry        | 57 kg       | Ramezan Kheder (IRI) · 5-23                | Csong Junok (Jeong Yun-Ok) (KOR) · 9-11 | kiesett                                  | kiesett                     | kiesett                           | kiesett           | kiesett           | helyezetlen |
| Egon Beiler          | 62 kg       | Jang Dzsongmo (Yang Jeong-Mo) (KOR) · 7-18 | Vehbi Akdağ (TUR) · 10-7                | Mohsen Farahvash (IRI) · 5-9             | kiesett                     | kiesett                           | kiesett           | kiesett           | helyezetlen |
| Clive Llewellyn      | 68 kg       | José Ramos (CUB) · kétvállas               | Kocsis János (HUN) · 5-7                | kiesett                                  | kiesett                     | kiesett                           | kiesett           | kiesett           | helyezetlen |
| Brian Renken         | 74 kg       | Fred Hempel (GDR) · kétvállas              | Bruce Akers (AUS) · 11-4                | Ju Dzsegvon (Yu Jae-Gwon) (KOR) · 9-12   | kiesett                     | kiesett                           |                   | kiesett           | helyezetlen |
| Richard Deschatelets | 82 kg       | Imad Faddoul (LIB) · kizárták              | Viktor Novozsilov (URS) · kétvállas     | Vasile Iorga (ROU) · 6-8                 | kiesett                     | kiesett                           | kiesett           | kiesett           | helyezetlen |
| Terry Paice          | 90 kg       | Michel Grangier (FRA) · kétvállas          | erőnyerő                                | Ambroise Sarr (SEN) · kizárták           | Frank Andersson (SWE) · 3-8 | Levan Tediasvili (URS) · kizárták | kiesett           | kiesett           | 5.          |
| Steve Daniar         | 100 kg      | Dimo Kosztov (BUL) · kétvállas             | Keith Peache (GBR) · 14-6               | Khorloogiin Bayanmönkh (MGL) · kétvállas | kiesett                     | kiesett                           |                   | kiesett           | helyezetlen |
| Harry Geris          | +100 kg     | Jimmy Jackson (USA) · kétvállas            | Iszogai Jorihide (JPN) · 13-10          | Szoszlan Angyijev (URS) · kétvállas      | kiesett                     | kiesett                           | kiesett           | kiesett           | helyezetlen |

## Cselgáncs
| Versenyző      | Versenyszám  | Csoport | Selejtező                 | 32-es főtábla                           | Nyolcaddöntő           | Negyeddöntő                               | Elődöntő          | Vigaszág negyeddöntő | Vigaszág elődöntő        | Bronz- mérkőzés   | Döntő             | Helyezés |
| Versenyző      | Versenyszám  | Csoport | Ellenfél Eredmény         | Ellenfél Eredmény                       | Ellenfél Eredmény      | Ellenfél Eredmény                         | Ellenfél Eredmény | Ellenfél Eredmény    | Ellenfél Eredmény        | Ellenfél Eredmény | Ellenfél Eredmény | Helyezés |
| -------------- | ------------ | ------- | ------------------------- | --------------------------------------- | ---------------------- | ----------------------------------------- | ----------------- | -------------------- | ------------------------ | ----------------- | ----------------- | -------- |
| Brad Farrow    | Könnyűsúly   | A       |                           | Kamal Al-Athari (KUW) · GY              | Angelo Ruiz (PUR) · GY | Csang Ungjong (Jang Eun-gyeong) (KOR) · V |                   |                      | Erich Pointner (AUT) · V | kiesett           |                   | 7.       |
| Wayne Erdman   | Váltósúly    | B       |                           | I Cshangszon (Lee Chang-Seon) (KOR) · V | kiesett                | kiesett                                   | kiesett           |                      |                          |                   |                   | 19.      |
| Rainer Fischer | Középsúly    | B       |                           | Kiss Endre (HUN) · V                    | kiesett                | kiesett                                   | kiesett           |                      |                          |                   |                   | 19.      |
| Joseph Meli    | Félnehézsúly | A       | Arthur Schnabel (FRG) · V | kiesett                                 | kiesett                | kiesett                                   | kiesett           |                      |                          |                   |                   | 30.      |
| Tom Greenway   | Nyílt        | A       |                           | Vladimír Novák (TCH) · V                | kiesett                | kiesett                                   | kiesett           |                      |                          |                   |                   | 16.      |

## Evezés
Férfi
| Versenyző | Versenyszám              | Előfutam | Előfutam | Vigaszág | Vigaszág | Elődöntő | Elődöntő | Döntő   | Döntő   | Döntő   | Helyezés |
| Versenyző | Versenyszám              | Idő      | Hely.    | Idő      | Hely.    | Idő      | Hely.    | Típus   | Idő     | Hely.   | Helyezés |
| --- | ------------------------ | -------- | -------- | -------- | -------- | -------- | -------- | ------- | ------- | ------- | -------- |
| Brian Love Michael Neary | Kormányos nélküli kettes | 7:05,10  | 4.       | 6:56,91  | 3.       | 6:45,05  | 5.       | B       | 7:30,24 | 3.      | 9.       |
| Robert Bergen Walter Krawec Michel Riendeau (kormányos)                                                                                       | Kormányos kettes         | 7:45,77  | 4.       | 7:28,81  | 4.       | kiesett  | kiesett  | kiesett | kiesett | kiesett | 13.      |
| Louis Bourassa York Langerfeld Louis Prévost André Renart                                                                                     | Négypárevezős            | 6:19,88  | 6.       | 6:14,49  | 5.       |          |          | B       | 6:44,74 | 5.      | 11.      |
| Brian Dick Phil Monckton Andrew van Ruyven Ian Gordon                                                                                         | Kormányos nélküli négyes | 6:13,09  | 5.       | 6:08,69  | 2.       | 5:59,21  | 2.       | A       | 6:46,11 | 5.      | 5.       |
| Edgar Smith Dirk Gidney George Tintor James Henniger Patrick Croskerry Mel LaForme Ronald Burak Alexander Manson Robert Choquette (kormányos) | Nyolcas                  | 6:04,83  | 5.       | 5:48,94  | 4.       |          |          | B       | 6:09,03 | 2.      | 8.       |

Női
| Versenyző | Versenyszám              | Előfutam | Előfutam | Vigaszág | Vigaszág | Döntő | Döntő   | Döntő | Helyezés |
| Versenyző | Versenyszám              | Idő      | Hely.    | Idő      | Hely.    | Típus | Idő     | Hely. | Helyezés |
| --- | ------------------------ | -------- | -------- | -------- | -------- | ----- | ------- | ----- | -------- |
| Colette Pepin | Egypárevezős             | 4:05,37  | 6.       | 4:26,23  | 5.       | B     | 4:34,76 | 5.    | 11.      |
| Cheryl Howard Bev Cameron | Kétpárevezős             | 3:31,88  | 4.       | 3:42,73  | 2.       | A     | 4:06,23 | 6.    | 6.       |
| Tricia Smith Elizabeth Craig | Kormányos nélküli kettes | 3:37,53  | 1.       | erőnyerő | erőnyerő | A     | 4:08,09 | 5.    | 5.       |
| Linda Schaumleffel Dolores Young Monika Draeger Joy Fera Barbara Mutch (kormányos)                                                     | Kormányos négyes         | 3:24,23  | 3.       | 3:44,41  | 5.       | B     | 3:46,18 | 1.    | 7.       |
| Sandra Kirby Elaine Bourbeau Guylaine Bernier Barbara Boettcher Johanne Delisle (kormányos)                                            | Kormányos négypárevezős  | 3:29,37  | 4.       | 3:38,22  | 4.       | B     | 3:57,72 | 3.    | 9.       |
| Carol Eastmore Rhonda Ross Nancy Higgins Mazina Delure Susan Antoft Wendy Pullan Christine Neuland Gail Cort Illoana Smith (kormányos) | Nyolcas                  | 3:02,27  | 3.       | 3:16,44  | 4.       | A     | 3:39,52 | 4.    | 4.       |

## Gyeplabda
| Kanadai férfi gyeplabdacsapat-játékoskeret                                                                                      | Kanadai férfi gyeplabdacsapat-játékoskeret                                                                                     |
| --- | --- |
| - David Bissett - Lance Carey - Paul Chohan - Sarbjit Singh Dusang - Kuldip Singh Gosal - Alan Hobkirk - Fred Hoos - Peter Lown | - James MacDougall - Michael Mouat - Peter Motzek - Reg Plummer - Douglas Pready - Antoine Schouten - Kelvin Wood - Lee Wright |

### Eredmények
Csoportkör
A csoport
| Csapat           | M | Gy | D | V | G+ | G– | Gk | P  |
| ---------------- | - | -- | - | - | -- | -- | -- | -- |
| Hollandia (NED)  | 5 | 5  | 0 | 0 | 11 | 3  | +8 | 10 |
| Ausztrália (AUS) | 5 | 3  | 0 | 2 | 14 | 6  | +8 | 6  |
| India (IND)      | 5 | 3  | 0 | 2 | 12 | 9  | +3 | 6  |
| Malajzia (MAS)   | 5 | 2  | 0 | 3 | 3  | 7  | –4 | 4  |
| Kanada (CAN)     | 5 | 1  | 0 | 4 | 4  | 11 | –7 | 2  |
| Argentína (ARG)  | 5 | 1  | 0 | 4 | 4  | 12 | –8 | 2  |

| 1976. július 19. | Ausztrália (AUS) | 3 – 0   | Kanada (CAN) |  |
| 1976. július 19. | Bell Riley Walsh | (2 – 0) |              |  |

| 1976. július 20. | Argentína (ARG) | 1 – 3   | Kanada (CAN)         |  |
| 1976. július 20. | J. Sabbione     | (0 – 2) | Hobkirk Plummer Hoos |  |

| 1976. július 22. | India (IND)           | 3 – 0   | Kanada (CAN) |  |
| 1976. július 22. | Phillips 2 Ajit Singh | (1 – 0) |              |  |

| 1976. július 23. | Malajzia (MAS) | 1 – 0   | Kanada (CAN) |  |
| 1976. július 23. | Fook Loke      | (0 – 0) |              |  |

| 1976. július 25. | Hollandia (NED) | 3 – 1   | Kanada (CAN) |  |
| 1976. július 25. | Litjens 3       | (0 – 1) | Motzek       |  |

A 9. helyért
| 1976. július 29. | Kanada (CAN) | 2 – 3 (h. u.) | Belgium (BEL)       |  |
| 1976. július 29. | Hoos Chohan  | (0 – 1)       | Dubois 2 De Clynsen |  |

| Csapat       | Helyezés |
| ------------ | -------- |
| Kanada (CAN) | 10.      |

## Íjászat
| Versenyző           | Versenyszám  | 1. forduló | 1. forduló | 2. forduló | 2. forduló | Összesítés | Összesítés |
| Versenyző           | Versenyszám  | Pont       | Hely.      | Pont       | Hely.      | Pont       | Helyezés   |
| ------------------- | ------------ | ---------- | ---------- | ---------- | ---------- | ---------- | ---------- |
| Ed Gamble           | Férfi egyéni | 1158       | 19.        | 1204       | 19.        | 2362       | 16.        |
| Dave Mann           | Férfi egyéni | 1190       | 12.        | 1241       | 5.         | 2431       | 7.         |
| Wanda Allan-Sadegur | Női egyéni   | 1154       | 12.        | 1149       | 16.        | 2303       | 16.        |
| Lucille Lemay       | Női egyéni   | 1181       | 8.         | 1220       | 3.         | 2401       | 5.         |

## Kajak-kenu
Férfi
| Versenyző                                        | Versenyszám         | Előfutam | Előfutam | Előfutam | Vigaszág | Vigaszág | Vigaszág | Elődöntő | Elődöntő | Elődöntő | Döntő   | Döntő    |
| Versenyző                                        | Versenyszám         | Idő      | Hely.    | Össz.    | Idő      | Hely.    | Össz.    | Idő      | Hely.    | Össz.    | Idő     | Helyezés |
| ------------------------------------------------ | ------------------- | -------- | -------- | -------- | -------- | -------- | -------- | -------- | -------- | -------- | ------- | -------- |
| Dean Oldershaw                                   | Kajak egyes 500 m   | 2:01,04  | 5.       | 13.      | 1:53,32  | 1.       | 2.       | 1:54,88  | 4.       | 9.       | kiesett | kiesett  |
| Reed Oldershaw                                   | Kajak egyes 1000 m  | 4:07,03  | 6.       | 14.      | 4:24,11  | 3.       | 9.       | 3:48,82  | 4.       | 6.       | kiesett | kiesett  |
| Denis Barré Steve King                           | Kajak kettes 500 m  | 1:46,47  | 4.       | 14.      | 1:47,21  | 1.       | 7.       | 1:41,47  | 4.       | 10.      | kiesett | kiesett  |
| Denis Barré Steve King                           | Kajak kettes 1000 m | 3:42,72  | 5.       | 17.      | 3:30,90  | 1.       | 1.       | 3:33,91  | 2.       | 13.      | 3:34,46 | 8.       |
| Hugh Fisher Jean Fournel Peter Patasi Lou Tollas | Kajak négyes 1000 m | 3:19,17  | 5.       | 16.      | 3:11,55  | 3.       | 6.       | 3:14,49  | 4.       | 8.       | kiesett | kiesett  |
| John Wood                                        | Kenu egyes 500 m    | 2:12,60  | 4.       | 6.       | 2:04,90  | 1.       | 3.       | 2:09,91  | 2.       | 6.       | 1:59,58 |          |
| John Edwards                                     | Kenu egyes 1000 m   | 4:32,67  | 6.       | 11.      | 4:14,47  | 2.       | 2.       | 4:21,89  | 3.       | 11.      | 4:30,55 | 9.       |
| Gregory Smith John Wood                          | Kenu kettes 500 m   | 1:57,81  | 3.       | 3.       | erőnyerő | erőnyerő | erőnyerő | 1:50,66  | 2.       | 5.       | 1:50,74 | 7.       |
| Jeremy Abbott John Edwards                       | Kenu kettes 1000 m  | 4:02,07  | 7.       | 12.      | 3:54,33  | 4.       | 6.       | kiesett  | kiesett  | kiesett  | kiesett | kiesett  |

Női
| Versenyző                 | Versenyszám        | Előfutam | Előfutam | Előfutam | Vigaszág | Vigaszág | Vigaszág | Elődöntő | Elődöntő | Elődöntő | Döntő   | Döntő    |
| Versenyző                 | Versenyszám        | Idő      | Hely.    | Össz.    | Idő      | Hely.    | Össz.    | Idő      | Hely.    | Össz.    | Idő     | Helyezés |
| ------------------------- | ------------------ | -------- | -------- | -------- | -------- | -------- | -------- | -------- | -------- | -------- | ------- | -------- |
| Susan Holloway            | Kajak egyes 500 m  | 2:18,86  | 7.       | 12.      | 2:11,39  | 3.       | 5.       | 2:13,23  | 4.       | 12.      | kiesett | kiesett  |
| Anne Dodge Susan Holloway | Kajak kettes 500 m | 2:03,90  | 4.       | 11.      | 1:55,63  | 1.       | 1.       | 1:56,83  | 3.       | 10.      | 1:56,75 | 8.       |

## Kerékpározás

### Országúti kerékpározás
Férfi
| Versenyző                                         | Versenyszám     | Idő              | Helyezés      |
| ------------------------------------------------- | --------------- | ---------------- | ------------- |
| Brian Chewter                                     | Mezőnyverseny   | nem ért célba    | nem ért célba |
| Gilles Durand                                     | Mezőnyverseny   | 5:03:13 (+16:21) | 54.           |
| Pierre Harvey                                     | Mezőnyverseny   | 4:49:01 (+2:09)  | 24.           |
| Tom Morris                                        | Mezőnyverseny   | nem ért célba    | nem ért célba |
| Marc Blouin Brian Chewter Tom Morris Serge Proulx | Csapat időfutam | 2:17:15 (+8:22)  | 16.           |

### Pálya-kerékpározás
Sprintverseny
| Versenyző        | Versenyszám  | 1. forduló                 | 1. forduló | Vigaszág             | Vigaszág | Nyolcaddöntő                                 | Nyolcaddöntő | Vigaszág selejtező                                  | Vigaszág selejtező | Vigaszág döntő       | Vigaszág döntő | Negyeddöntő          | 5–8. helyért           | 5–8. helyért | Elődöntő             | Döntő                | Helyezés    |
| Versenyző        | Versenyszám  | Ellenfél Győztes idő       | Hely.      | Ellenfél Győztes idő | Hely.    | Ellenfelek Győztes idő                       | Hely.        | Ellenfelek Győztes idő                              | Hely.              | Ellenfél Győztes idő | Hely.          | Ellenfél Győztes idő | Ellenfelek Győztes idő | Hely.        | Ellenfél Győztes idő | Ellenfél Győztes idő | Helyezés    |
| ---------------- | ------------ | -------------------------- | ---------- | -------------------- | -------- | -------------------------------------------- | ------------ | --------------------------------------------------- | ------------------ | -------------------- | -------------- | -------------------- | ---------------------- | ------------ | -------------------- | -------------------- | ----------- |
| Gordon Singleton | Férfi egyéni | Dimo Angelov (BUL) · 11,44 | 1.         |                      |          | Anton Tkáč (TCH) · Trevor Gadd (GBR) · 11,69 | 2.           | Dieter Berkmann (FRG) · Klaas Pieters (NED) · 11,43 | 3.                 | kiesett              | kiesett        | kiesett              | kiesett                | kiesett      | kiesett              | kiesett              | helyezetlen |

Időfutam
| Versenyző      | Versenyszám  | Idő      | Helyezés |
| -------------- | ------------ | -------- | -------- |
| Jocelyn Lovell | Férfi egyéni | 1:08,852 | 13.      |

Üldözőversenyek
| Versenyző                                            | Versenyszám  | Selejtező | Selejtező | Negyeddöntő  | Negyeddöntő | Negyeddöntő | Elődöntő     | Elődöntő  | Elődöntő | Döntő        | Döntő     | Helyezés |
| Versenyző                                            | Versenyszám  | Idő       | Hely.     | Ellenfél Idő | Saját idő   | Hely.       | Ellenfél Idő | Saját idő | Hely.    | Ellenfél Idő | Saját idő | Helyezés |
| ---------------------------------------------------- | ------------ | --------- | --------- | ------------ | ----------- | ----------- | ------------ | --------- | -------- | ------------ | --------- | -------- |
| Ron Hayman Jocelyn Lovell Adrian Prosser Hugh Walton | Férfi csapat | 4:31,90   | 11.       | kiesett      | kiesett     | kiesett     | kiesett      | kiesett   | kiesett  | kiesett      | kiesett   | 11.      |

## Kézilabda

### Férfi
| Kanadai férfi kézilabdacsapat-játékoskeret                                                                                            | Kanadai férfi kézilabdacsapat-játékoskeret                                                                            |
| --- | --- |
| - Wolfgang Blankenau - Christian Chagnon - Francois Dauphin - Hugues De Roussan - Pierre Desormeaux - Pierre Ferdais - Robert Johnson | - Richard Lambert - Claude Lefebvre - Danny Power - Pierre St. Martin - Stan Thorseth - Luc Tousignant - Claude Viens |

#### Eredmények
Csoportkör
A csoport
| Csapat            | M | Gy | D | V | G+  | G–  | Gk  | P |
| ----------------- | - | -- | - | - | --- | --- | --- | - |
| Szovjetunió (URS) | 5 | 4  | 0 | 1 | 111 | 77  | +34 | 8 |
| NSZK (FRG)        | 5 | 4  | 0 | 1 | 97  | 76  | +21 | 8 |
| Jugoszlávia (YUG) | 5 | 4  | 0 | 1 | 110 | 93  | +17 | 8 |
| Dánia (DEN)       | 5 | 2  | 0 | 3 | 92  | 102 | –10 | 4 |
| Japán (JPN)       | 5 | 1  | 0 | 4 | 96  | 111 | –15 | 2 |
| Kanada (CAN)      | 5 | 0  | 0 | 5 | 75  | 122 | –47 | 0 |

| 1976. július 18. | Jugoszlávia (YUG) | 22 – 18 | Kanada (CAN) | Québec |
| 1976. július 18. | három játékos 5   | (15–12) | De Roussan 6 | Québec |
| 1976. július 18. |                   |         |              | Québec |

| 1976. július 20. | Szovjetunió (URS) | 25 – 9 | Kanada (CAN) | Sherbrooke |
| 1976. július 20. | Gasszij 6         | (12–5) | Ferdais 3    | Sherbrooke |
| 1976. július 20. |                   |        |              | Sherbrooke |

| 1976. július 22. | NSZK (FRG)  | 26 – 11 | Kanada (CAN) | Québec |
| 1976. július 22. | Klühspies 6 | (14–7)  | Viens 4      | Québec |
| 1976. július 22. |             |         |              | Québec |

| 1976. július 24. | Dánia (DEN)       | 24 – 18 | Kanada (CAN)            | Montréal |
| 1976. július 24. | Pazyj, Andersen 6 | (7–6)   | Desormeaux, Blankenau 4 | Montréal |
| 1976. július 24. |                   |         |                         | Montréal |

| 1976. július 26. | Japán (JPN)     | 25 – 19 | Kanada (CAN) | Québec |
| 1976. július 26. | három játékos 5 | (9–9)   | Ferdais 5    | Québec |
| 1976. július 26. |                 |         |              | Québec |

| Csapat       | Helyezés |
| ------------ | -------- |
| Kanada (CAN) | 11.      |

### Női
| Kanadai női kézilabdacsapat-játékoskeret                                                                                            | Kanadai női kézilabdacsapat-játékoskeret                                                                                   |
| --- | --- |
| - Lucie Balthazar - Louise Beaumont - Francine Boulay-Parizeau - Manon Charette - Danielle Chenard - Nicole Genier - Mariette Houle | - Louise Hurtubise - Denise Lemaire - Monique Prud'homme - Joanes Rail - Nicole Robert - Hélène Tétreault - Johanne Valois |

### Eredmények
Csoportkör
| 1976. július 20. | Szovjetunió (URS) | 21 – 3  | Kanada (CAN) | Québec |
| 1976. július 20. | Makarec 8         | (8 – 2) | Robert 3     | Québec |
| 1976. július 20. |                   |         |              | Québec |

| 1976. július 22. | Magyarország (HUN) | 24 – 3   | Kanada (CAN)    | Sherbrooke |
| 1976. július 22. | Sterbinszky 5      | (11 – 3) | három játékos 1 | Sherbrooke |
| 1976. július 22. |                    |          |                 | Sherbrooke |

| 1976. július 24. | NDK (GDR)  | 29 – 4   | Kanada (CAN)         | Montréal |
| 1976. július 24. | Richter 10 | (15 – 2) | Lemaire, Tétreault 2 | Montréal |
| 1976. július 24. |            |          |                      | Montréal |

| 1976. július 26. | Románia (ROU) | 17 – 11 | Kanada (CAN) | Montréal |
| 1976. július 26. | Furcoi 4      | (8 – 5) | Robert 4     | Montréal |
| 1976. július 26. |               |         |              | Montréal |

| 1976. július 28. | Japán (JPN) | 15 – 14  | Kanada (CAN)      | Montréal |
| 1976. július 28. | Kurata 9    | (7 – 11) | Lemaire, Valois 3 | Montréal |
| 1976. július 28. |             |          |                   | Montréal |

Végeredmény
| Helyezés | Csapat             | M | Gy | D | V | G+ | G–  | Gk  | P  |
| -------- | ------------------ | - | -- | - | - | -- | --- | --- | -- |
| Arany    | Szovjetunió (URS)  | 5 | 5  | 0 | 0 | 92 | 40  | +52 | 10 |
| Ezüst    | NDK (GDR)          | 5 | 3  | 1 | 1 | 89 | 47  | +42 | 7  |
| Bronz    | Magyarország (HUN) | 5 | 3  | 1 | 1 | 85 | 55  | +30 | 7  |
| 4.       | Románia (ROU)      | 5 | 2  | 0 | 3 | 73 | 83  | –10 | 4  |
| 5.       | Japán (JPN)        | 5 | 1  | 0 | 4 | 72 | 115 | –43 | 2  |
| 6.       | Kanada (CAN)       | 5 | 0  | 0 | 5 | 35 | 106 | –71 | 0  |

| Csapat       | Helyezés |
| ------------ | -------- |
| Kanada (CAN) | 6.       |

## Kosárlabda

### Férfi
| Kanadai férfi kosárlabdacsapat-játékoskeret                                            | Kanadai férfi kosárlabdacsapat-játékoskeret                                              |
| -------------------------------------------------------------------------------------- | ---------------------------------------------------------------------------------------- |
| - John Cassidy - Alex Devlin - Cameron Hall - Lars Hansen - Romel Raffin - Marty Riley | - Bill Robinson - Jamie Russell - Derek Sankey - Bob Sharpe - Phil Tollestrup - Bob Town |

#### Eredmények
Csoportkör
A csoport
| Csapat            | M | Gy | V | P+  | P–  | Pk   | P  |
| ----------------- | - | -- | - | --- | --- | ---- | -- |
| Szovjetunió (URS) | 5 | 5  | 0 | 542 | 380 | +162 | 10 |
| Kanada (CAN)      | 5 | 4  | 1 | 446 | 416 | +30  | 9  |
| Kuba (CUB)        | 5 | 3  | 2 | 448 | 402 | +46  | 8  |
| Ausztrália (AUS)  | 5 | 2  | 3 | 472 | 481 | –9   | 7  |
| Mexikó (MEX)      | 5 | 1  | 4 | 461 | 511 | –50  | 6  |
| Japán (JPN)       | 5 | 0  | 5 | 370 | 549 | –179 | 5  |

| 1976. július 18. | Kanada (CAN) | 104 – 76 | Japán (JPN) |  |
| 1976. július 18. | (52–38)      |          |             |  |

| 1976. július 19. | Kanada (CAN) | 84 – 79 | Kuba (CUB) |  |
| 1976. július 19. | (44–37)      |         |            |  |

| 1976. július 21. | Szovjetunió (URS) | 108 – 85 | Kanada (CAN) |  |
| 1976. július 21. | (51–31)           |          |              |  |

| 1976. július 23. | Ausztrália (AUS) | 69 – 81 | Kanada (CAN) |  |
| 1976. július 23. | (42–40)          |         |              |  |

| 1976. július 24. | Mexikó (MEX) | 84 – 92 | Kanada (CAN) |  |
| 1976. július 24. | (43–45)      |         |              |  |

Elődöntő
| 1976. július 26. | Egyesült Államok (USA) | 95 – 77 | Kanada (CAN) |  |
| 1976. július 26. | (48–35)                |         |              |  |

Bronzmérkőzés
| 1976. július 28. | Szovjetunió (URS) | 100 – 72 | Kanada (CAN) |  |
| 1976. július 28. | (49–38)           |          |              |  |

| Csapat       | Helyezés |
| ------------ | -------- |
| Kanada (CAN) | 4.       |

### Női
| Kanadai női kosárlabdacsapat-játékoskeret                                                                  | Kanadai női kosárlabdacsapat-játékoskeret                                                       |
| --- | ----------------------------------------------------------------------------------------------- |
| - Beverly Barnes - Beverley Bland - Christine Critelli - Joyce Douthwright - Coleen Dufresne - Donna Hobin | - Anne Hurley - Angela Johnson - Joanne Sargent - Sheila Strike - Sylvia Sweeney - Carol Turney |

#### Eredmények
Csoportkör
| 1976. július 19. | Szovjetunió (URS) | 115 – 51 | Kanada (CAN) |  |
| 1976. július 19. | (55–30)           |          |              |  |

| 1976. július 20. | Japán (JPN) | 121 – 89 | Kanada (CAN) |  |
| 1976. július 20. | (56–41)     |          |              |  |

| 1976. július 22. | Egyesült Államok (USA) | 89 – 75 | Kanada (CAN) |  |
| 1976. július 22. | (38–40)                |         |              |  |

| 1976. július 23. | Kanada (CAN) | 59 – 67 | Csehszlovákia (TCH) |  |
| 1976. július 23. | (33–37)      |         |                     |  |

| 1976. július 25. | Kanada (CAN) | 62 – 85 | Bulgária (BUL) |  |
| 1976. július 25. | (31–37)      |         |                |  |

Végeredmény
| Helyezés | Csapat                 | M | Gy | V | P+  | P–  | Pk   | P  |
| -------- | ---------------------- | - | -- | - | --- | --- | ---- | -- |
| Arany    | Szovjetunió (URS)      | 5 | 5  | 0 | 504 | 346 | +158 | 10 |
| Ezüst    | Egyesült Államok (USA) | 5 | 3  | 2 | 415 | 417 | –2   | 8  |
| Bronz    | Bulgária (BUL)         | 5 | 3  | 2 | 365 | 377 | –12  | 8  |
| 4.       | Csehszlovákia (TCH)    | 5 | 2  | 3 | 351 | 359 | –8   | 7  |
| 5.       | Japán (JPN)            | 5 | 2  | 3 | 405 | 400 | +5   | 7  |
| 6.       | Kanada (CAN)           | 5 | 0  | 5 | 336 | 477 | –141 | 5  |

| Csapat       | Helyezés |
| ------------ | -------- |
| Kanada (CAN) | 6.       |

## Labdarúgás
| Kanadai labdarúgócsapat-játékoskeret                                                                | Kanadai labdarúgócsapat-játékoskeret                                                                   |
| --------------------------------------------------------------------------------------------------- | --- |
| - Garry Ayre - Jack Brand - Bob Bolitho - John Connor - Jimmy Douglas - Kevin Grant - Tony Lawrence | - John McGrane - Mike McLeneghan - Wes McLeod - Robin Megraw - Carl Rose - Ray Telford - Ken Whitehead |

### Eredmények
Csoportkör
D csoport
| Csapat      | M            | Gy           | D            | V            | G+           | G–           | Gk           | P            |
| ----------- | ------------ | ------------ | ------------ | ------------ | ------------ | ------------ | ------------ | ------------ |
| Szovjetunió | 2            | 2            | 0            | 0            | 5            | 1            | +4           | 4            |
| Észak-Korea | 2            | 1            | 0            | 1            | 3            | 4            | –1           | 2            |
| Kanada      | 2            | 0            | 0            | 2            | 2            | 5            | –3           | 0            |
| Zambia      | visszalépett | visszalépett | visszalépett | visszalépett | visszalépett | visszalépett | visszalépett | visszalépett |

| 1976. július 19. 12:00 |

| Kanada (CAN) | 1–2               | Szovjetunió       |
| ------------ | ----------------- | ----------------- |
| Douglas 88'  | (0–2) Jegyzőkönyv | Oniscsenko 8' 11' |

| Olimpiai Stadion, Montréal Nézőszám: 34 320 Játékvezető: Robert Helies (francia) |

| 1976. július 21. 12:00 |

| Észak-Korea (PRK)                                             | 3–1               | Kanada      |
| ------------------------------------------------------------- | ----------------- | ----------- |
| An Szeuk (An Se-Uk) 18' Hong Szongnam (Hong Song-Nam) 66' 80' | (1–0) Jegyzőkönyv | Douglas 51' |

| Varsity Stadium, Toronto Nézőszám: 12 638 Játékvezető: Marco Antonio Dorantes (mexikói) |

| Csapat       | Helyezés |
| ------------ | -------- |
| Kanada (CAN) | 13.      |

## Lovaglás
Díjlovaglás
| Versenyző                                                | Ló                            | Versenyszám | Selejtező | Selejtező | Döntő   | Döntő    |
| Versenyző                                                | Ló                            | Versenyszám | Pont      | Hely.     | Pont    | Helyezés |
| -------------------------------------------------------- | ----------------------------- | ----------- | --------- | --------- | ------- | -------- |
| Christilot Hanson-Boylen                                 | Gaspano                       | Egyéni      | 1590      | 6.        | 1217    | 7.       |
| Lorraine Stubbs                                          | True North                    | Egyéni      | 1549      | 9.        | 1153    | 11.      |
| Barbara Stracey                                          | Jungher II                    | Egyéni      | 1399      | 18.       | kiesett | kiesett  |
| Christilot Hanson-Boylen Lorraine Stubbs Barbara Stracey | Gaspano True North Jungher II | Csapat      |           |           | 4,538   | 5.       |

Díjugratás
| Versenyző                                          | Ló                                           | Versenyszám | 1. forduló | 1. forduló | 2. forduló | 2. forduló | Összesen | Összesen |
| Versenyző                                          | Ló                                           | Versenyszám | Pont       | Hely.      | Pont       | Hely.      | Pont     | Helyezés |
| -------------------------------------------------- | -------------------------------------------- | ----------- | ---------- | ---------- | ---------- | ---------- | -------- | -------- |
| James Day                                          | Sympatico                                    | Egyéni      | 8,00       | 10.        | 20,00      | 14.        | 28,00    | 15.*     |
| Jim Elder                                          | Raffles II                                   | Egyéni      | 8,00       | 10.        | 20,00      | 14.        | 28,00    | 15.*     |
| Michel Vaillancourt                                | Branch County                                | Egyéni      | 4,00       | 2.         | 8,00       | 3.         | 12,00    |          |
| James Day Jim Elder Ian Millar Michel Vaillancourt | Sympatico Raffles II Countdown Branch County | Csapat      | 28,00      | 3.         | 36,50      | 6.         | 64,50    | 5.       |

Lovastusa
| Versenyző                                      | Ló                                  | Versenyszám | Díjlovaglás | Díjlovaglás | Tereplovaglás | Tereplovaglás | Díjugratás | Díjugratás | Végeredmény | Végeredmény |
| Versenyző                                      | Ló                                  | Versenyszám | Bünt.       | Hely.       | Bünt.         | Hely.         | Bünt.      | Hely.      | Bünt.       | Helyezés    |
| ---------------------------------------------- | ----------------------------------- | ----------- | ----------- | ----------- | ------------- | ------------- | ---------- | ---------- | ----------- | ----------- |
| James Day                                      | Viceroy                             | Egyéni      | 60,00       | 4.          | nem ért célba | nem ért célba | kiesett    | kiesett    | kiesett     | kiesett     |
| Juliet Graham                                  | Sumatra                             | Egyéni      | 110,84      | 46.         | 81,60         | 8.            | 10,25      | 24.        | 202,69      | 11.         |
| Robin Hahn                                     | L'Esprit                            | Egyéni      | 94,16       | 31.         | 215,20        | 28.           | 10,00      | 14.        | 319,36      | 26.         |
| Cathy Wedge                                    | City Fella                          | Egyéni      | 99,16       | 35.         | 187,60        | 26.           | 0,00       | 1.         | 286,76      | 23.         |
| James Day Juliet Graham Robin Hahn Cathy Wedge | Viceroy Sumatra L'Esprit City Fella | Csapat      | 253,32      | 5.          | 484,40        | 8.            | 20,25      | 5.         | 808,81      | 6.          |

* - egy másik versenyzővel azonos eredményt ért el

## Műugrás
Férfi
| Versenyző     | Versenyszám        | Selejtező | Selejtező | Döntő   | Döntő    |
| Versenyző     | Versenyszám        | Pont      | Helyezés  | Pont    | Helyezés |
| ------------- | ------------------ | --------- | --------- | ------- | -------- |
| Skip Phoenix  | Egyéni műugrás     | 458,10    | 19.       | kiesett | kiesett  |
| Ken Armstrong | Egyéni műugrás     | 442,47    | 23.       | kiesett | kiesett  |
| Ken Armstrong | Egyéni toronyugrás | 467,13    | 14.       | kiesett | kiesett  |
| Scott Cranham | Egyéni toronyugrás | 439,80    | 17.       | kiesett | kiesett  |
| Scott Cranham | Egyéni műugrás     | 485,97    | 16.       | kiesett | kiesett  |
| Glen Grout    | Egyéni toronyugrás | 419,46    | 22.       | kiesett | kiesett  |

Női
| Versenyző     | Versenyszám        | Selejtező | Selejtező | Döntő   | Döntő    |
| Versenyző     | Versenyszám        | Pont      | Helyezés  | Pont    | Helyezés |
| ------------- | ------------------ | --------- | --------- | ------- | -------- |
| Beverly Boys  | Egyéni műugrás     | 420,57    | 9.        | kiesett | kiesett  |
| Eniko Kiefer  | Egyéni műugrás     | 383,13    | 17.       | kiesett | kiesett  |
| Teri York     | Egyéni műugrás     | 393,36    | 14.       | kiesett | kiesett  |
| Teri York     | Egyéni toronyugrás | 356,28    | 8.        | 378,39  | 6.       |
| Tammy MacLeod | Egyéni toronyugrás | 332,07    | 14.       | kiesett | kiesett  |
| Cindy Shatto  | Egyéni toronyugrás | 382,68    | 5.        | 389,58  | 5.       |

## Ökölvívás
| Versenyző       | Versenyszám   | Selejtező         | 32-es főtábla                          | Nyolcaddöntő                     | Negyeddöntő                 | Elődöntő          | Döntő             | Helyezés |
| Versenyző       | Versenyszám   | Ellenfél Eredmény | Ellenfél Eredmény                      | Ellenfél Eredmény                | Ellenfél Eredmény           | Ellenfél Eredmény | Ellenfél Eredmény | Helyezés |
| --------------- | ------------- | ----------------- | -------------------------------------- | -------------------------------- | --------------------------- | ----------------- | ----------------- | -------- |
| Sidney McKnight | Papírsúly     |                   | Ri Bjonguk (Ri Byeong-uk) (PRK) · KO   | kiesett                          | kiesett                     | kiesett           | kiesett           | 17.      |
| Ian Clyde       | Légsúly       | erőnyerő          | Alick Chiteule (ZAM) · nem vett részt  | Charlie Magri (GBR) · KO         | Ramón Duvalón (CUB) · 0-5   | kiesett           | kiesett           | 5.       |
| Chris Ius       | Harmatsúly    | erőnyerő          | Mohamed Ayele (ETH) · nem vett részt   | Veerachat Saturngrum (THA) · 0-5 | kiesett                     | kiesett           | kiesett           | 9.       |
| Camille Huard   | Pehelysúly    | erőnyerő          | Bachir Koual (ALG) · nem vett részt    | Leszek Kosedowski (POL) · 0-5    | kiesett                     | kiesett           | kiesett           | 9.       |
| Chris Clarke    | Kisváltósúly  | erőnyerő          | Lasse Friman (FIN) · 5-0               | Nagy József (HUN) · RSC          | kiesett                     | kiesett           | kiesett           | 9.       |
| Carmen Rinke    | Váltósúly     | erőnyerő          | Kenneth Bristol (GUY) · nem vett részt | Szeki Josifumi (JPN) · 4-1       | Jochen Bachfeld (GDR) · 1-4 | kiesett           | kiesett           | 5.       |
| Michael Prevost | Nagyváltósúly |                   | Vasile Didea (ROU) · kizárták          | kiesett                          | kiesett                     | kiesett           | kiesett           | 17.      |
| Bryan Gibson    | Középsúly     |                   | Bernd Wittenburg (GDR) · KO            | kiesett                          | kiesett                     | kiesett           | kiesett           | 14.      |
| Roger Fortin    | Félnehézsúly  |                   | Anatoliy Klimanov (URS) · 0-5          | kiesett                          | kiesett                     | kiesett           | kiesett           | 14.      |

## Öttusa
| Versenyző                              | Versenyszám | Lovaglás | Lovaglás | Lovaglás | Lovaglás | Vívás    | Vívás | Vívás | Lövészet | Lövészet | Lövészet | Úszás   | Úszás | Úszás | Futás   | Futás | Futás | Összesen    | Összesen |
| Versenyző                              | Versenyszám | Idő      | Bünt.    | Pont     | Hely.    | Eredmény | Pont  | Hely. | Pontszám | Pont     | Hely.    | Idő     | Pont  | Hely. | Idő     | Pont  | Hely. | Összes pont | Helyezés |
| -------------------------------------- | ----------- | -------- | -------- | -------- | -------- | -------- | ----- | ----- | -------- | -------- | -------- | ------- | ----- | ----- | ------- | ----- | ----- | ----------- | -------- |
| Jack Alexander                         | Egyéni      | 2:54,6   | 622      | 478      | 47.      | 10–35    | 472   | 46.   | 180      | 692      | 42.      | 3:20,81 | 1268  | 4.    | 13:04,7 | 1213  | 15.   | 4123        | 46.      |
| John Hawes                             | Egyéni      | 1:49,9   | 32       | 1068     | 19.      | 26–19    | 856   | 9.*   | 159      | 230      | 46.      | 3:20,13 | 1272  | 3.    | 13:39,8 | 1108  | 37.   | 4534        | 43.      |
| George Skene                           | Egyéni      | 1:58,7   | 0        | 1100     | 13.      | 12–33    | 520   | 45.   | 161      | 274      | 45.      | 3:32,33 | 1176  | 14.   | 13:41,4 | 1102  | 38.   | 4172        | 45.      |
| Jack Alexander John Hawes George Skene | Csapat      |          |          | 2646     | 13.      |          | 1791  | 13.   |          | 1196     | 13.      |         | 3716  | 2.    |         | 3423  | 10.   | 12772       | 13.      |

* - három másik versenyzővel azonos eredményt ért el

## Röplabda

### Férfi
| Kanadai férfi röplabdacsapat-játékoskeret                                                         | Kanadai férfi röplabdacsapat-játékoskeret                                                         |
| ------------------------------------------------------------------------------------------------- | ------------------------------------------------------------------------------------------------- |
| - Ed Alexiuk - Pierre Bélanger - Tom Graham - Kerry Klostermann - Donald Michalski - John Paulsen | - Garth Pischke - Larry Plenert - Bruno Prasil - Elias Romanchych - Gregory Russell - Alan Taylor |

#### Eredmények
Csoportkör
A csoport
|                     |      | Mérkőzések | Mérkőzések | Szettek | Szettek | Szettek | Pontok | Pontok | Pontok |
| Csapat              | Pont | Gy         | V          | Sz+     | Sz–     | SzA     | P+     | P–     | PA     |
| ------------------- | ---- | ---------- | ---------- | ------- | ------- | ------- | ------ | ------ | ------ |
| Lengyelország (POL) | 8    | 4          | 0          | 12      | 5       | 2,400   | 235    | 172    | 1,366  |
| Kuba (CUB)          | 7    | 3          | 1          | 11      | 4       | 2,750   | 208    | 142    | 1,465  |
| Csehszlovákia (TCH) | 6    | 2          | 2          | 8       | 7       | 1,143   | 182    | 177    | 1,028  |
| Dél-Korea (KOR)     | 5    | 1          | 3          | 6       | 9       | 0,667   | 146    | 187    | 0,781  |
| Kanada (CAN)        | 4    | 0          | 4          | 0       | 12      | 0,000   | 88     | 181    | 0,486  |

| 1976. július 18. 13:00 | Csehszlovákia (TCH)  | 3 – 0 | Kanada (CAN) |  |
| 1976. július 18. 13:00 | (15–4, 16–14, 15–11) |       |              |  |

| 1976. július 19. 13:00 | Kanada (CAN)       | 0 – 3 | Lengyelország (POL) |  |
| 1976. július 19. 13:00 | (4–15, 7–15, 6–15) |       |                     |  |

| 1976. július 21. 21:00 | Dél-Korea (KOR)    | 3 – 0 | Kanada (CAN) |  |
| 1976. július 21. 21:00 | (15–7, 15–5, 15–8) |       |              |  |

| 1976. július 25. 15:00 | Kanada (CAN)        | 0 – 3 | Kuba (CUB) |  |
| 1976. július 25. 15:00 | (10–15, 9–15, 3–15) |       |            |  |

| Csapat       | Helyezés |
| ------------ | -------- |
| Kanada (CAN) | 9.       |

### Női
| Kanadai női röplabdacsapat-játékoskeret                                                         | Kanadai női röplabdacsapat-játékoskeret                                                          |
| ----------------------------------------------------------------------------------------------- | ------------------------------------------------------------------------------------------------ |
| - Regyna Armonas - Betty Baxter - Carole Bishop - Barbara Dalton - Mary Dempster - Kathy Girvan | - Debbie Heeps - Anne Ireland - Connie Lebrun - Claire Lloyd - Patty Olson - Audrey Vandervelden |

#### Eredmények
Csoportkör
A csoport
|                    |      | Mérkőzések | Mérkőzések | Szettek | Szettek | Szettek | Pontok | Pontok | Pontok |
| Csapat             | Pont | Gy         | V          | Sz+     | Sz–     | SzA     | P+     | P–     | PA     |
| ------------------ | ---- | ---------- | ---------- | ------- | ------- | ------- | ------ | ------ | ------ |
| Japán (JPN)        | 6    | 3          | 0          | 9       | 0       | MAX     | 135    | 43     | 3,140  |
| Magyarország (HUN) | 5    | 2          | 1          | 6       | 5       | 1,200   | 120    | 132    | 0,909  |
| Peru (PER)         | 4    | 1          | 2          | 4       | 8       | 0,500   | 124    | 154    | 0,805  |
| Kanada (CAN)       | 3    | 0          | 3          | 3       | 9       | 0,333   | 113    | 163    | 0,693  |

| 1976. július 19. 19:30 | Kanada (CAN)                      | 2 – 3 | Peru (PER) |  |
| 1976. július 19. 19:30 | (15–12, 4–15, 10–15, 15–7, 12–15) |       |            |  |

| 1976. július 21. 19:30 | Kanada (CAN)               | 1 – 3 | Magyarország (HUN) |  |
| 1976. július 21. 19:30 | (13–15, 10–15, 15–9, 9–15) |       |                    |  |

| 1976. július 23. 19:30 | Japán (JPN)        | 3 – 0 | Kanada (CAN) |  |
| 1976. július 23. 19:30 | (15–6, 15–2, 15–2) |       |              |  |

Az 5–8. helyért
| 1976. július 26. 13:00 | Kanada (CAN)                     | 2 – 3 | Kuba (CUB) |  |
| 1976. július 26. 13:00 | (15–13, 7–15, 16–14, 9–15, 3–15) |       |            |  |

A 7. helyért
| 1976. július 27. 12:00 | Kanada (CAN)              | 1 – 3 | Peru (PER) |  |
| 1976. július 27. 12:00 | (9–15, 15–12, 4–15, 7–15) |       |            |  |

| Csapat       | Helyezés |
| ------------ | -------- |
| Kanada (CAN) | 8.       |

## Sportlövészet
Nyílt
| Versenyző     | Versenyszám           | Pont | Helyezés |
| ------------- | --------------------- | ---- | -------- |
| Steven Kelly  | Gyorstüzelő pisztoly  | 570  | 38.      |
| Jules Sobrian | Gyorstüzelő pisztoly  | 583  | 31.      |
| Jules Sobrian | Szabadpisztoly        | 547  | 24.      |
| Tom Guinn     | Szabadpisztoly        | 548  | 23.      |
| Daniel Nadeau | Futócéllövészet       | 526  | 25.      |
| Arne Sorensen | Sportpuska, fekvő     | 593  | 6.       |
| Hans Adlhoch  | Sportpuska, fekvő     | 589  | 28.      |
| Hans Adlhoch  | Sportpuska, összetett | 1144 | 14.      |
| Kurt Mitchell | Sportpuska, összetett | 1143 | 16.      |
| Sue Nattrass  | Trap                  | 173  | 25.      |
| John Primrose | Trap                  | 183  | 7.       |
| Paul Laporte  | Skeet                 | 176  | 56.      |
| Harry Willsie | Skeet                 | 188  | 35.      |

## Súlyemelés
| Versenyző       | Versenyszám | Szakítás                 | Szakítás                 | Lökés    | Lökés    | Összesen | Helyezés |
| Versenyző       | Versenyszám | Eredmény                 | Helyezés                 | Eredmény | Helyezés | Összesen | Helyezés |
| --------------- | ----------- | ------------------------ | ------------------------ | -------- | -------- | -------- | -------- |
| Yves Carignan   | 56 kg       | érvényes kísérlet nélkül | érvényes kísérlet nélkül | kiesett  | kiesett  | kiesett  | kiesett  |
| Pierre St. Jean | 82,5 kg     | érvényes kísérlet nélkül | érvényes kísérlet nélkül | kiesett  | kiesett  | kiesett  | kiesett  |
| Russ Prior      | 110 kg      | 167,5                    | 3.                       | 195,0    | 12.      | 362,5    | 9.       |
| Robert Santavy  | 110 kg      | 147,5                    | 17.                      | 190,0    | 14.      | 337,5    | 16.      |

## Torna
Férfi
| Versenyző        | Versenyszám      | Selejtező | Selejtező | Döntő    | Döntő    |
| Versenyző        | Versenyszám      | Pontszám  | Helyezés  | Pontszám | Helyezés |
| ---------------- | ---------------- | --------- | --------- | -------- | -------- |
| Keith Carter     | Talaj            | 18,35     | 33.       | kiesett  | kiesett  |
| Keith Carter     | Ugrás            | 18,75     | 30.       | kiesett  | kiesett  |
| Keith Carter     | Korlát           | 17,85     | 56.       | kiesett  | kiesett  |
| Keith Carter     | Nyújtó           | 18,10     | 55.       | kiesett  | kiesett  |
| Keith Carter     | Gyűrű            | 18,40     | 49.       | kiesett  | kiesett  |
| Keith Carter     | Lólengés         | 17,85     | 61.       | kiesett  | kiesett  |
| Keith Carter     | Egyéni összetett | 109,30    | 47.       | 110,300  | 24.      |
| Philip Delesalle | Talaj            | 18,25     | 35.       | kiesett  | kiesett  |
| Philip Delesalle | Ugrás            | 18,65     | 37.       | kiesett  | kiesett  |
| Philip Delesalle | Korlát           | 17,70     | 67.       | kiesett  | kiesett  |
| Philip Delesalle | Nyújtó           | 18,65     | 34.       | kiesett  | kiesett  |
| Philip Delesalle | Gyűrű            | 18,05     | 60.       | kiesett  | kiesett  |
| Philip Delesalle | Lólengés         | 17,70     | 67.       | kiesett  | kiesett  |
| Philip Delesalle | Egyéni összetett | 109,00    | 50.       | 110,750  | 22.      |
| Pierre Leclerc   | Talaj            | 17,60     | 67.       | kiesett  | kiesett  |
| Pierre Leclerc   | Ugrás            | 18,55     | 40.       | kiesett  | kiesett  |
| Pierre Leclerc   | Korlát           | 18,60     | 25.       | kiesett  | kiesett  |
| Pierre Leclerc   | Nyújtó           | 17,85     | 61.       | kiesett  | kiesett  |
| Pierre Leclerc   | Gyűrű            | 18,45     | 46.       | kiesett  | kiesett  |
| Pierre Leclerc   | Lólengés         | 17,65     | 70.       | kiesett  | kiesett  |
| Pierre Leclerc   | Egyéni összetett | 108,70    | 54.       | 73,750   | 35.      |

Női
| Versenyző                                                                                    | Versenyszám      | Selejtező | Selejtező | Döntő    | Döntő    |
| Versenyző                                                                                    | Versenyszám      | Pontszám  | Helyezés  | Pontszám | Helyezés |
| -------------------------------------------------------------------------------------------- | ---------------- | --------- | --------- | -------- | -------- |
| Lise Arsenault-Goertz                                                                        | Talaj            | 18,75     | 37.       | kiesett  | kiesett  |
| Lise Arsenault-Goertz                                                                        | Ugrás            | 18,25     | 72.       | kiesett  | kiesett  |
| Lise Arsenault-Goertz                                                                        | Felemás korlát   | 18,55     | 55.       | kiesett  | kiesett  |
| Lise Arsenault-Goertz                                                                        | Gerenda          | 17,20     | 78.       | kiesett  | kiesett  |
| Lise Arsenault-Goertz                                                                        | Egyéni összetett | 72,75     | 66.*      | kiesett  | kiesett  |
| Karen Kelsall                                                                                | Talaj            | 18,75     | 37.       | kiesett  | kiesett  |
| Karen Kelsall                                                                                | Ugrás            | 18,60     | 40.       | kiesett  | kiesett  |
| Karen Kelsall                                                                                | Felemás korlát   | 18,70     | 47.       | kiesett  | kiesett  |
| Karen Kelsall                                                                                | Gerenda          | 18,30     | 37.       | kiesett  | kiesett  |
| Karen Kelsall                                                                                | Egyéni összetett | 74,35     | 43.       | 74,625   | 27.      |
| Nancy McDonnell                                                                              | Talaj            | 18,40     | 62.       | kiesett  | kiesett  |
| Nancy McDonnell                                                                              | Ugrás            | 18,70     | 34.       | kiesett  | kiesett  |
| Nancy McDonnell                                                                              | Felemás korlát   | 18,80     | 44.       | kiesett  | kiesett  |
| Nancy McDonnell                                                                              | Gerenda          | 18,00     | 49.       | kiesett  | kiesett  |
| Nancy McDonnell                                                                              | Egyéni összetett | 73,90     | 47.**     | 74,050   | 33.      |
| Teresa McDonnell                                                                             | Talaj            | 18,70     | 44.       | kiesett  | kiesett  |
| Teresa McDonnell                                                                             | Ugrás            | 18,35     | 63.       | kiesett  | kiesett  |
| Teresa McDonnell                                                                             | Felemás korlát   | 18,50     | 58.       | kiesett  | kiesett  |
| Teresa McDonnell                                                                             | Gerenda          | 17,00     | 83.       | kiesett  | kiesett  |
| Teresa McDonnell                                                                             | Egyéni összetett | 72,55     | 71.*      | kiesett  | kiesett  |
| Kelly Muncey                                                                                 | Talaj            | 18,40     | 62.       | kiesett  | kiesett  |
| Kelly Muncey                                                                                 | Ugrás            | 18,60     | 40.       | kiesett  | kiesett  |
| Kelly Muncey                                                                                 | Felemás korlát   | 18,95     | 35.       | kiesett  | kiesett  |
| Kelly Muncey                                                                                 | Gerenda          | 17,85     | 55.       | kiesett  | kiesett  |
| Kelly Muncey                                                                                 | Egyéni összetett | 73,80     | 51.       | kiesett  | kiesett  |
| Patti Rope                                                                                   | Talaj            | 18,75     | 37.       | kiesett  | kiesett  |
| Patti Rope                                                                                   | Ugrás            | 18,45     | 53.       | kiesett  | kiesett  |
| Patti Rope                                                                                   | Felemás korlát   | 18,25     | 68.       | kiesett  | kiesett  |
| Patti Rope                                                                                   | Gerenda          | 18,45     | 27.       | kiesett  | kiesett  |
| Patti Rope                                                                                   | Egyéni összetett | 73,90     | 47.**     | 74,500   | 29.      |
| Lise Arsenault-Goertz Karen Kelsall Nancy McDonnell Teresa McDonnell Kelly Muncey Patti Rope | Csapat összetett |           |           | 369,65   | 9.       |

* - egy másik versenyzővel azonos eredményt ért el

** - két másik versenyzővel azonos eredményt ért el

## Úszás
Férfi
| Versenyző                                                              | Versenyszám            | Előfutam | Előfutam | Előfutam | Elődöntő | Elődöntő | Elődöntő | Döntő   | Döntő    |
| Versenyző                                                              | Versenyszám            | Idő      | Hely.    | Össz.    | Idő      | Hely.    | Össz.    | Idő     | Helyezés |
| ---------------------------------------------------------------------- | ---------------------- | -------- | -------- | -------- | -------- | -------- | -------- | ------- | -------- |
| Gary MacDonald                                                         | 100 m gyors            | 52,91    | 3.       | 11.      | 52,96    | 6.       | 13.      | kiesett | kiesett  |
| Stephen Pickell                                                        | 100 m gyors            | 52,65    | 2.       | 10.      | 52,89    | 6.       | 11.      | kiesett | kiesett  |
| Stephen Pickell                                                        | 100 m hát              | 59,65    | 3.       | 14.      | 58,21    | 5.       | 10.      | kiesett | kiesett  |
| Stephen Pickell                                                        | 100 m pillangó         | 56,59    | 3.       | 10.      | 56,66    | 6.       | 11.      | kiesett | kiesett  |
| Bruce Robertson                                                        | 100 m pillangó         | 57,06    | 2.       | 13.      | 56,72    | 6.       | 12.      | kiesett | kiesett  |
| Bruce Robertson                                                        | 100 m gyors            | 53,37    | 3.       | 19.      | kiesett  | kiesett  | kiesett  | kiesett | kiesett  |
| Stephen Badger                                                         | 200 m gyors            | 1:53,86  | 3.       | 12.      |          |          |          | kiesett | kiesett  |
| Stephen Badger                                                         | 400 m gyors            | 4:00,14  | 2.       | 7.       |          |          |          | 4:20,83 | 8.       |
| Bill Sawchuk                                                           | 400 m gyors            | 4:02,18  | 2.       | 17.      |          |          |          | kiesett | kiesett  |
| Bill Sawchuk                                                           | 200 m gyors            | 1:54,07  | 2.       | 13.      |          |          |          | kiesett | kiesett  |
| Bill Sawchuk                                                           | 400 m vegyes           | 4:32,65  | 2.       | 9.       |          |          |          | kiesett | kiesett  |
| Andy Ritchie                                                           | 400 m vegyes           | 4:31,34  | 2.       | 7.       |          |          |          | 4:29,87 | 7.       |
| Graham Smith                                                           | 400 m vegyes           | 4:31,29  | 2.       | 6.       |          |          |          | 4:28,64 | 5.       |
| Graham Smith                                                           | 200 m mell             | 2:22,24  | 1.       | 5.       |          |          |          | 2:19,42 | 4.       |
| Graham Smith                                                           | 100 m mell             | 1:05,19  | 1.*      | 5.*      | 1:03,92  | 2.       | 2.       | 1:04,26 | 4.       |
| Mel Zajac                                                              | 100 m mell             | 1:08,52  | 6.       | 27.      | kiesett  | kiesett  | kiesett  | kiesett | kiesett  |
| Dave Heinbuch                                                          | 200 m mell             | 2:25,29  | 4.       | 15.      |          |          |          | kiesett | kiesett  |
| James Hett                                                             | 200 m gyors            | 1:55,58  | 3.       | 22.      |          |          |          | kiesett | kiesett  |
| Tom Alexander                                                          | 400 m gyors            | 4:05,63  | 3.       | 29.      |          |          |          | kiesett | kiesett  |
| Michael Ker                                                            | 1500 m gyors           | 15:58,07 | 4.       | 18.      |          |          |          | kiesett | kiesett  |
| Paul Midgley                                                           | 1500 m gyors           | 15:49,78 | 3.       | 14.      |          |          |          | kiesett | kiesett  |
| Steve Hardy                                                            | 100 m hát              | 1:00,69  | 4.       | 23.      | kiesett  | kiesett  | kiesett  | kiesett | kiesett  |
| Steve Hardy                                                            | 200 m hát              | 2:08,56  | 3.       | 16.      |          |          |          | kiesett | kiesett  |
| Mike Scarth                                                            | 200 m hát              | 2:07,16  | 3.       | 9.       |          |          |          | kiesett | kiesett  |
| Mike Scarth                                                            | 100 m hát              | 1:01,33  | 6.       | 34.      | kiesett  | kiesett  | kiesett  | kiesett | kiesett  |
| Daryl Skilling                                                         | 200 m hát              | 2:07,77  | 2.       | 12.      |          |          |          | kiesett | kiesett  |
| Clay Evans                                                             | 100 m pillangó         | 55,65    | 2.       | 4.       | 55,86    | 4.       | 6.       | 55,81   | 6.       |
| Doug Martin                                                            | 200 m pillangó         | 2:06,81  | 4.       | 22.      |          |          |          | kiesett | kiesett  |
| George Nagy                                                            | 200 m pillangó         | 2:03,33  | 2.       | 10.      |          |          |          | kiesett | kiesett  |
| Bruce Rogers                                                           | 200 m pillangó         | 2:04,51  | 4.       | 14.      |          |          |          | kiesett | kiesett  |
| Stephen Badger Bill Sawchuk Stephen Pickell James Hett                 | 4 × 200 m gyorsváltó   | kizárták | kizárták | kizárták |          |          |          | kiesett | kiesett  |
| Stephen Pickell Graham Smith Clay Evans Gary MacDonald Bruce Robertson | 4 × 100 m vegyes váltó | 3:50,61  | 1.       | 2.       |          |          |          | 3:45,94 |          |

Női
| Versenyző                                                              | Versenyszám            | Előfutam | Előfutam | Előfutam | Elődöntő | Elődöntő | Elődöntő | Döntő   | Döntő    |
| Versenyző                                                              | Versenyszám            | Idő      | Hely.    | Össz.    | Idő      | Hely.    | Össz.    | Idő     | Helyezés |
| ---------------------------------------------------------------------- | ---------------------- | -------- | -------- | -------- | -------- | -------- | -------- | ------- | -------- |
| Gail Amundrud                                                          | 100 m gyors            | 58,01    | 2.       | 10.      | 58,10    | 5.       | 11.*     | kiesett | kiesett  |
| Gail Amundrud                                                          | 200 m gyors            | 2:03,85  | 1.       | 8.       |          |          |          | 2:03,32 | 5.       |
| Deborah Clarke                                                         | 200 m gyors            | 2:05,10  | 2.       | 13.      |          |          |          | kiesett | kiesett  |
| Anne Jardin                                                            | 200 m gyors            | 2:05,28  | 3.       | 14.      |          |          |          | kiesett | kiesett  |
| Anne Jardin                                                            | 100 m gyors            | 57,61    | 1.       | 7.       | 57,78    | 6.       | 10.      | kiesett | kiesett  |
| Barbara Clark                                                          | 100 m gyors            | 58,29    | 2.       | 14.      | 57,72    | 4.       | 9.       | kiesett | kiesett  |
| Wendy Lee                                                              | 400 m gyors            | 4:20,16  | 3.       | 11.      |          |          |          | kiesett | kiesett  |
| Shannon Smith                                                          | 400 m gyors            | 4:16,70  | 2.       | 3.       |          |          |          | 4:14,60 |          |
| Shannon Smith                                                          | 800 m gyors            | 8:52,66  | 2.       | 7.       |          |          |          | 8:48,15 | 6.       |
| Lisa Geary                                                             | 800 m gyors            | 8:56,49  | 3.       | 10.      |          |          |          | kiesett | kiesett  |
| Wendy Quirk                                                            | 800 m gyors            | 8:53,93  | 4.       | 9.       |          |          |          | kiesett | kiesett  |
| Wendy Quirk                                                            | 400 m gyors            | 4:19,69  | 2.       | 9.       |          |          |          | kiesett | kiesett  |
| Wendy Quirk                                                            | 100 m pillangó         | 1:01,93  | 1.       | 3.       | 1:01,54  | 3.       | 3.       | 1:01,75 | 6.       |
| Wendy Quirk                                                            | 200 m pillangó         | 2:14,30  | 2.       | 4.       |          |          |          | 2:13,68 | 5.       |
| Cheryl Gibson                                                          | 200 m pillangó         | 2:14,65  | 3.       | 7.*      |          |          |          | 2:13,91 | 6.       |
| Cheryl Gibson                                                          | 100 m hát              | 1:05,64  | 3.       | 12.      | 1:04,89  | 3.       | 6.       | 1:05,16 | 5.       |
| Cheryl Gibson                                                          | 200 m hát              | 2:20,14  | 2.       | 12.      |          |          |          | kiesett | kiesett  |
| Cheryl Gibson                                                          | 400 m vegyes           | 4:55,30  | 2.       | 4.       |          |          |          | 4:48,10 |          |
| Joann Baker                                                            | 400 m vegyes           | 4:58,86  | 2.       | 8.       |          |          |          | 5:00,19 | 7.       |
| Joann Baker                                                            | 200 m mell             | 2:39,27  | 2.       | 9.       |          |          |          | kiesett | kiesett  |
| Joann Baker                                                            | 100 m mell             | 1:15,55  | 3.       | 15.      | 1:15,20  | 7.       | 13.      | kiesett | kiesett  |
| Lisa Borsholt                                                          | 100 m mell             | 1:15,05  | 2.       | 11.      | 1:15,41  | 8.       | 15.      | kiesett | kiesett  |
| Lisa Borsholt                                                          | 200 m mell             | 2:39,94  | 3.       | 11.      |          |          |          | kiesett | kiesett  |
| Melanie MacKay                                                         | 200 m mell             | 2:45,08  | 4.       | 23.      |          |          |          | kiesett | kiesett  |
| Robin Corsiglia                                                        | 100 m mell             | 1:14,14  | 1.       | 3.*      | 1:14,56  | 4.       | 9.       | kiesett | kiesett  |
| Wendy Cook-Hogg                                                        | 100 m hát              | 1:04,31  | 2.       | 3.       | 1:04,17  | 3.       | 4.       | 1:03,93 | 4.       |
| Wendy Cook-Hogg                                                        | 200 m hát              | 2:17,30  | 2.       | 2.       |          |          |          | 2:17,95 | 8.       |
| Nancy Garapick                                                         | 200 m hát              | 2:16,49  | 1.       | 1.       |          |          |          | 2:15,60 |          |
| Nancy Garapick                                                         | 100 m hát              | 1:03,28  | 1.       | 1.       | 1:03,75  | 1.       | 2.       | 1:03,71 |          |
| Hélène Boivin                                                          | 100 m pillangó         | 1:02,67  | 1.       | 8.       | 1:02,90  | 4.       | 9.       | kiesett | kiesett  |
| Susan Sloan                                                            | 100 m pillangó         | 1:03,12  | 2.       | 10.      | 1:02,91  | 5.       | 10.      | kiesett | kiesett  |
| Becky Smith                                                            | 200 m pillangó         | 2:15,79  | 2.       | 11.      |          |          |          | kiesett | kiesett  |
| Becky Smith                                                            | 400 m vegyes           | 4:52,90  | 1.       | 2.       |          |          |          | 4:50,48 |          |
| Gail Amundrud Barbara Clark Becky Smith Anne Jardin Deborah Clarke     | 4 × 100 m gyorsváltó   | 3:49,69  | 2.       | 2.       |          |          |          | 3:48,81 |          |
| Wendy Cook-Hogg Robin Corsiglia Susan Sloan Anne Jardin Deborah Clarke | 4 × 100 m vegyes váltó | 4:20,10  | 1.       | 3.       |          |          |          | 4:15,22 |          |

* - egy másik versenyzővel azonos időt ért el

## Vitorlázás
Nyílt
| Versenyző                                     | Versenyszám     | Futam | Futam  | Futam  | Futam  | Futam | Futam | Futam  | Pontszám | Helyezés |
| Versenyző                                     | Versenyszám     | 1     | 2      | 3      | 4      | 5     | 6     | 7      | Pontszám | Helyezés |
| --------------------------------------------- | --------------- | ----- | ------ | ------ | ------ | ----- | ----- | ------ | -------- | -------- |
| Sandy Riley                                   | Finn dingi      | 0,0   | (37,0) | 14,0   | 26,0   | 15,0  | 14,0  | 14,0   | 83,0     | 8.       |
| Jay Cross Colin Park                          | 470-es osztály  | 26,0  | (34,0) | 5,7    | 8,0    | 31,0  | 25,0  | 14,0   | 109,7    | 16.      |
| Allan Leibel Lorne Leibel                     | Tempest         | 23,0  | 11,7   | (24,0) | 11,7   | 5,7   | 15,0  | 8,0    | 65,1     | 7.       |
| Michael de la Roche Larry Woods               | Tornádó         | 11,7  | (17,0) | 8,0    | 14,0   | 13,0  | 13,0  | 10,0   | 69,7     | 7.       |
| Evert Bastet Hans Fogh                        | Repülő hollandi | 10,0  | 11,7   | 10,0   | (19,0) | 5,7   | 8,0   | 11,7   | 57,1     | 4.       |
| Glen Dexter Andreas Josenhans Sandy Macmillan | Soling          | 15,0  | 14,0   | 16,0   | 0,0    | 18,0  | 5,7   | (19,0) | 68,7     | 8.       |

## Vívás
Férfi
| Versenyző                                                          | Versenyszám       | Selejtező | Selejtező | Selejtező | Selejtező | Selejtező         | Selejtező | Főtábla           | Főtábla           | Vigaszág          | Vigaszág          | Vigaszág          | Döntő             | Döntő   | Helyezés |
| Versenyző                                                          | Versenyszám       | 1. kör | 1. kör    | 2. kör | 2. kör    | 3. kör            | 3. kör    | 1. kör            | 2. kör            | 1. kör            | 2. kör            | 3. kör            | Döntő             | Döntő   | Helyezés |
| Versenyző                                                          | Versenyszám       | Ellenfél Eredmény | Hely.     | Ellenfél Eredmény | Hely.     | Ellenfél Eredmény | Hely.     | Ellenfél Eredmény | Ellenfél Eredmény | Ellenfél Eredmény | Ellenfél Eredmény | Ellenfél Eredmény | Ellenfél Eredmény | Hely.   | Helyezés |
| ------------------------------------------------------------------ | ----------------- | --- | --------- | --- | --------- | ----------------- | --------- | ----------------- | ----------------- | ----------------- | ----------------- | ----------------- | ----------------- | ------- | -------- |
| Lehel Fekete                                                       | Tőr, egyéni       | G. csoport · Aljakszandr Ramanykov (URS) · 2-5 · Ziemek Wojciechowski (POL) · 1-5 · Dzsingú Tosio (JPN) · 1-5 · Hossein Niknam (IRI) · 4-5 · Tudor Petruş (ROU) · 5-3 | 6.        | kiesett | kiesett   | kiesett           | kiesett   | kiesett           | kiesett           | kiesett           | kiesett           | kiesett           | kiesett           | kiesett | 47.      |
| Michel Dessureault                                                 | Tőr, egyéni       | E. csoport · Frédéric Pietruszka (FRA) · 1-5 · Carlo Montano (ITA) · 0-5 · Komatist József (HUN) · 1-5 · Rob Bruniges (GBR) · 5-4 · Jamal Ameen (KUW) · 5-2           | 5.        | kiesett | kiesett   | kiesett           | kiesett   | kiesett           | kiesett           | kiesett           | kiesett           | kiesett           | kiesett           | kiesett | 41.      |
| Alain Dansereau                                                    | Párbajtőr, egyéni | C. csoport · Osztrics István (HUN) · 2-5 · Nicola Granieri (ITA) · 2-5 · Timothy Belson (GBR) · 1-5 · Thierry Soumagne (BEL) · 5-2                                    | 5.        | kiesett | kiesett   | kiesett           | kiesett   | kiesett           | kiesett           | kiesett           | kiesett           | kiesett           | kiesett           | kiesett | 51.      |
| Geza Tatrallyay                                                    | Párbajtőr, egyéni | A. csoport · Ralph Johnson (GBR) · 1-5 · Alexander Pusch (FRG) · 0-5 · John Pezza (ITA) · 2-5 · Juan Daniel Pirán (ARG) · 5-1                                         | 4.        | kiesett | kiesett   | kiesett           | kiesett   | kiesett           | kiesett           | kiesett           | kiesett           | kiesett           | kiesett           | kiesett | 53.      |
| George Varaljay                                                    | Párbajtőr, egyéni | B. csoport · Hans Jacobson (SWE) · 1-5 · Hans-Jürgen Hehn (FRG) · 1-5 · Daniel Feraud (ARG) · 5-5 · Borisz Lukomszkij (URS) · 5-4                                     | 5.        | kiesett | kiesett   | kiesett           | kiesett   | kiesett           | kiesett           | kiesett           | kiesett           | kiesett           | kiesett           | kiesett | 52.      |
| Marc Lavoie                                                        | Kard, egyéni      | D. csoport · Gedővári Imre (HUN) · 0-5 · Cornel Marin (ROU) · 2-5 · Leszek Jabłonowski (POL) · 3-5 · Roger Kam (HKG) · 5-0                                            | 4.        | F. csoport · Mario Aldo Montano (ITA) · 1-5 · Gedővári Imre (HUN) · 1-5 · Jacek Bierkowski (POL) · 1-5 · Tycho Weißgerber (FRG) · 3-5 · John Deanfield (GBR) · 5-4 | 5.        | kiesett           | kiesett   | kiesett           | kiesett           | kiesett           | kiesett           | kiesett           | kiesett           | kiesett | 30.      |
| Peter Urban                                                        | Kard, egyéni      | G. csoport · Viktor Szigyak (URS) · 2-5 · Angelo Arcidiacono (ITA) · 4-5 · Patrick Quivrin (FRA) · 4-5 · Royengyot Srivorapongpant (THA) · 5-1                        | 4.        | E. csoport · Manuel Ortíz (CUB) · 0-5 · Michele Maffei (ITA) · 1-5 · Józef Nowara (POL) · 1-5 · Miroszlav Dudekov (BUL) · 0-5 · Philippe Bena (FRA) · 4-5          | 6.        | kiesett           | kiesett   | kiesett           | kiesett           | kiesett           | kiesett           | kiesett           | kiesett           | kiesett | 34.      |
| Eli Sukunda                                                        | Kard, egyéni      | E. csoport · Viktor Krovopuszkov (URS) · 1-5 · Kovács Tamás (HUN) · 2-5 · Guzman Salazar (CUB) · 0-5 · José María Casanova (ARG) · 5-4                                | 4.        | B. csoport · Angelo Arcidiacono (ITA) · 0-5 · Vlagyimir Nazlimov (URS) · 1-5 · Kovács Tamás (HUN) · 2-5 · Patrick Quivrin (FRA) · 2-5 · Stephen Kaplan (USA) · 4-5 | 6.        | kiesett           | kiesett   | kiesett           | kiesett           | kiesett           | kiesett           | kiesett           | kiesett           | kiesett | 32.      |
| Alain Dansereau Michel Dessureault Geza Tatrallyay George Varaljay | Párbajtőr, csapat | D. csoport · Svájc (SUI) · 3-13 · Norvégia (NOR) · 2-14 · Argentína (ARG) · 8 (68)-8 (66)                                                                             | 3.        | kiesett | kiesett   |                   |           | kiesett           | kiesett           |                   |                   |                   | kiesett           | kiesett | 11.      |
| Marc Lavoie Imre Nagy Peter Urban Eli Sukunda                      | Kard, csapat      | B. csoport · Egyesült Államok (USA) · 7-9 · Olaszország (ITA) · 3-13                                                                                                  | 3.        | |           |                   |           | kiesett           | kiesett           |                   |                   |                   | kiesett           | kiesett | 9.       |

Női
| Versenyző                                                   | Versenyszám | Selejtező | Selejtező | Selejtező | Selejtező | Selejtező         | Selejtező | Főtábla           | Főtábla           | Vigaszág          | Vigaszág          | Vigaszág          | Döntő csoport     | Döntő csoport | Helyezés |
| Versenyző                                                   | Versenyszám | 1. kör | 1. kör    | 2. kör | 2. kör    | 3. kör            | 3. kör    | 1. kör            | 2. kör            | 1. kör            | 2. kör            | 3. kör            | Döntő csoport     | Döntő csoport | Helyezés |
| Versenyző                                                   | Versenyszám | Ellenfél Eredmény | Hely.     | Ellenfél Eredmény | Hely.     | Ellenfél Eredmény | Hely.     | Ellenfél Eredmény | Ellenfél Eredmény | Ellenfél Eredmény | Ellenfél Eredmény | Ellenfél Eredmény | Ellenfél Eredmény | Hely.         | Helyezés |
| ----------------------------------------------------------- | ----------- | --- | --------- | --- | --------- | ----------------- | --------- | ----------------- | ----------------- | ----------------- | ----------------- | ----------------- | ----------------- | ------------- | -------- |
| Donna Hennyey                                               | Tőr, egyéni | D. csoport · Giulia Lorenzoni (ITA) · 3-5 · Valentyina Szidorova (URS) · 5-2 · Josikava Mariko (JPN) · 5-3 · Ute Kircheis-Wessel (FRG) · 4-5 | 3.        | C. csoport · Helen Smith (AUS) · 4-5 · Cornelia Hanisch (FRG) · 1-5 · Barbara Wysoczańska (POL) · 2-5 · Wendy Ager-Grant (GBR) · 3-5 · Giulia Lorenzoni (ITA) · 1-5 | 6.        | kiesett           | kiesett   | kiesett           | kiesett           | kiesett           | kiesett           | kiesett           | kiesett           | kiesett       | 35.      |
| Chantal Payer                                               | Tőr, egyéni | E. csoport · Brigitte Oertel (FRG) · 0-5 · Magdalena Bartoş (ROU) · 4-5 · Barbara Wysoczańska (POL) · 5-2 · Milady Tack-Fang (CUB) · 2-5     | 4.        | A. csoport · Jelena Belova (URS) · 4-5 · Bóbis Ildikó (HUN) · 4-5 · Brigitte Gapais-Dumont (FRA) · 2-5 · Max Madsen (DEN) · 5-3 · Ute Kircheis-Wessel (FRG) · 5-3   | 5.        | kiesett           | kiesett   | kiesett           | kiesett           | kiesett           | kiesett           | kiesett           | kiesett           | kiesett       | 26.      |
| Susan Stewart                                               | Tőr, egyéni | F. csoport · Margarita Rodríguez (CUB) · 1-5 · Max Madsen (DEN) · 3-5 · Claudine le Comte (BEL) · 2-5 · Tordasi Ildikó (HUN) · 4-5           | 5.        | kiesett | kiesett   | kiesett           | kiesett   | kiesett           | kiesett           | kiesett           | kiesett           | kiesett           | kiesett           | kiesett       | 43.      |
| Fleurette Campeau Donna Hennyey Chantal Payer Susan Stewart | Tőr, csapat | A. csoport · Lengyelország (POL) · 7-9 · Szovjetunió (URS) · 2-14                                                                            | 3.        | |           |                   |           | kiesett           | kiesett           |                   |                   |                   | kiesett           | kiesett       | 9.       |

## Vízilabda
| Kanadai férfi vízilabdacsapat-játékoskeret                                                    | Kanadai férfi vízilabdacsapat-játékoskeret                                    |
| --------------------------------------------------------------------------------------------- | ----------------------------------------------------------------------------- |
| - Clifford Barry - Csepregi Gábor - Dominique Dion - Jim Ducharme - George Gross - David Hart | - Guy Leclerc - John MacLeod - Paul Pottier - Rick Pugliese - Gaétan Turcotte |

### Eredmények
Csoportkör
C csoport
| Csapat             | M | Gy | D | V | G+ | G– | Gk | P |
| ------------------ | - | -- | - | - | -- | -- | -- | - |
| Magyarország (HUN) | 3 | 3  | 0 | 0 | 15 | 8  | +7 | 6 |
| NSZK (FRG)         | 3 | 2  | 0 | 1 | 9  | 7  | +2 | 4 |
| Kanada (CAN)       | 3 | 1  | 0 | 2 | 8  | 14 | –6 | 2 |
| Ausztrália (AUS)   | 3 | 0  | 0 | 3 | 14 | 17 | –3 | 0 |

| 1976. július 18. | NSZK (FRG)           | 5 – 0 | Kanada (CAN) |  |
| 1976. július 18. | (0–0, 2–0, 1–0, 2–0) |       |              |  |
| 1976. július 18. | Stiefel 2            |       |              |  |

| 1976. július 19. | Magyarország (HUN)   | 4 – 2 | Kanada (CAN)        |  |
| 1976. július 19. | (2–0, 1–0, 1–1, 0–1) |       |                     |  |
| 1976. július 19. | Faragó 3             |       | Pottier, Ducharme 1 |  |

| 1976. július 20. | Kanada (CAN)         | 6 – 5 | Ausztrália (AUS) |  |
| 1976. július 20. | (2–1, 3–0, 0–1, 1–3) |       |                  |  |
| 1976. július 20. | Pottier 3            |       | Turner 3         |  |

7–12. helyért
| 1976. július 22. | Kanada (CAN)         | 4 – 3 | Ausztrália (AUS) |  |
| 1976. július 22. | (2–0, 0–0, 1–2, 1–1) |       |                  |  |
| 1976. július 22. | Pottier 2            |       | Turner 2         |  |

| 1976. július 23. | Kanada (CAN)         | 5 – 7 | Kuba (CUB)   |  |
| 1976. július 23. | (2–2, 1–1, 1–3, 1–1) |       |              |  |
| 1976. július 23. | Pottier 2            |       | Almenteros 3 |  |

| 1976. július 24. | Kanada (CAN)         | 8 – 1 | Irán (IRI)    |  |
| 1976. július 24. | (4–0, 1–1, 2–0, 1–0) |       |               |  |
| 1976. július 24. | Pottier, Ducharme 2  |       | B. Tavakoli 1 |  |

| 1976. július 26. | Kanada (CAN)         | 6 – 6 | Szovjetunió (URS) |  |
| 1976. július 26. | (2–0, 2–2, 0–2, 2–2) |       |                   |  |
| 1976. július 26. | Gross 2              |       | Barkalov 2        |  |

| 1976. július 27. | Kanada (CAN)         | 4 – 4 | Mexikó (MEX) |  |
| 1976. július 27. | (0–0, 2–0, 0–3, 2–1) |       |              |  |
| 1976. július 27. | négy játékos 1       |       | Valencia 2   |  |

| Csapat            | M | Gy | D | V | G+ | G– | Gk  | P |
| ----------------- | - | -- | - | - | -- | -- | --- | - |
| Kuba (CUB)        | 5 | 4  | 1 | 0 | 34 | 16 | +18 | 9 |
| Szovjetunió (URS) | 5 | 3  | 1 | 1 | 33 | 16 | +17 | 7 |
| Kanada (CAN)      | 5 | 2  | 2 | 1 | 27 | 21 | +6  | 6 |
| Mexikó (MEX)      | 5 | 1  | 3 | 1 | 26 | 19 | +7  | 5 |
| Ausztrália (AUS)  | 5 | 1  | 1 | 3 | 22 | 25 | –3  | 3 |
| Irán (IRI)        | 5 | 0  | 0 | 5 | 8  | 53 | –45 | 0 |

| Csapat       | Helyezés |
| ------------ | -------- |
| Kanada (CAN) | 9.       |